# Александра Хименес
Александра Хименес Аречеа (на испански: Alexandra Jiménez Arrechea), по-известна във филмовите среди като Александра Хименес е испанска актриса и хумористка. 

## Биография
Александра Хименес е родена в Сарагоса, Испания, на 4 януари 1980 година. От 15-годишна е професионална танцьорка, но вследствие на контузия на крака преосмисля бъдещето си и се насочва към актьорското майсторство.
Учи в актьорско училище в Мадрид и още по време на обучението си прави първите си телевизионни роли в сериали като „Журналисти“ (Periodistas), „Полицаи, в сърцето на улицата“ (Policías, en el corazón de la calle) или „Колеги“ (Compañeros). В този ранен за нея творчески период, тя се изявява и в киното с първата си роля във филма „Празникът“ (La fiesta). 

## Кариера
Все пак ролята, която я прави известна за публиката, е тази в сериала „Семейство Серано“ (Los Serrano), за който тя получава първата си номинация за наградите на Съюза на артистите. Сериалът се излъчва и в България от 2010 г. по телевизия Евроком.
През 2009 г. излиза „Испански филм“ (Spanish Movie), където тя играе главната роля. Филмът пожънва голям успех сред испанските зрители. Участва и в хитови телевизионни сериали като „Семейство“ (Familia) или „Аквариумът на Ева“ (La pecera de Eva), като за тази роля получава втората си номинация за наградата на Съюза на артистите.
През 2012 участва в юношеската комедия „Призрачен випуск“ (Promoción fantasma).
2015 г. е плодотворна за нея – излизат няколко нейни филма: „Изисквания, за да бъдеш нормален човек“ (Requisitos para ser una persona normal), „Анаклет – таен агент“ (Anacleto: Agente secreto), „Срядата не съществува“ (Los miércoles no existen) и „Барселона в зимна нощ“ (Barcelona, noche de invierno). 
През 2016 г. играе главната роля във филма „Бременни“ с Пако Леон и Кара Елехалде, а по-късно е режисирана от Пако Леон в комедията „Кики – любовта е такава“ (Kiki, el amor se hace). Същата година играе главната роля и в „Родена да печели“ (Nacida para ganar). Извява се и като хумористка, дори е водеща на 5 сезон на популярното испанско шоу „Клубът на комедията“ (El club de la comedia). 

## Филмография
| година | филм                                   | роля             |
| ------ | -------------------------------------- | ---------------- |
| 2003   | La fiesta                              | Trini            |
| 2008   | Fuera de carta                         | Paula            |
| 2009   | Spanish Movie                          | Ramira           |
| 2010   | No controles                           | Bea              |
| 2012   | Promoción fantasma                     | Tina Escalonilla |
| 2013   | Las brujas de Zugarramurdi             | Sonia            |
| 2013   | [Esto no es una cita                   | Andrea           |
| 2013   | Casi inocentes                         | Elena            |
| 2015   | Requisitos para ser una persona normal | Cristina Pi      |
| 2015   | Los miércoles no existen               | Irene            |
| 2015   | Anacleto: Agente secreto               | Katia            |
| 2015   | Barcelona, noche de invierno           | Alba             |
| 2016   | Embarazados                            | Alina            |
| 2016   | Nacida para ganar                      | Encarna          |
| 2016   | 100 metros                             | Inma             |
| 2016   | Kiki, el amor se hace                  | Sandra           |
| 2016   | La llave de la felicidad               | Nuria            |
| 2023   | Васил                                  | Луиза            |

## Телевизионни сериали
| година      | заглавие                            | роля                         | епизоди                |
| ----------- | ----------------------------------- | ---------------------------- | ---------------------- |
| 2002        | Periodistas                         | Laura García                 | 1 епизод               |
| 2002        | Compañeros                          | María                        | 1 епизод               |
| 2002        | Policías, en el corazón de la calle | Chica muerta                 | 1 епизод               |
| 2003        | Tres son multitud                   | Valeria Martínez             | 15 епизода             |
| 2004 – 2008 | Los Serrano                         | África Sanz                  | 125 епизода            |
| 2009        | La familia Mata                     | Eva Mata                     | 9 епизода              |
| 2009 – 2011 | La pecera de Eva                    | Eva Padrón                   | 247 епизода            |
| 2010        | No soy como tú                      | Leticia                      | 2 епизода (минисериал) |
| 2011 – 2012 | Cheers                              | Rebeca Santaolalla           | 7 епизода              |
| 2011        | Rocío Dúrcal, volver a verte        | Susana                       | 2 епизода (минисериал) |
| 2012        | Frágiles                            | Eva Padrón                   | 1 епизод               |
| 2013        | Familia: Manual de supervivencia    | Carlota Oquendo              | 7 епизода              |
| 2016        | El ministerio del tiempo            | Julia Lozano / Teresa Méndez | 1 епизод               |

## Театрални изяви
- Fin del mundo, todos al tren – Alberto Millares – постановка от 2002 г.
- Los menecmos – Roberto Cerdá – постановка от 2002 г.
- Siete por siete – Fermín Cabal – постановка от 2003 г.
- 5mujeres.com – постановка от 2004 г.
- Hombres, mujeres y punto – постановка от 2005 г.
- Un pequeño juego, sin consecuencias – José Luis Alonso de Santos – постановка от 2006 г.
- La fierecilla domada – de Shakespeare – постановка от 2009 г.